# اتفاقية الجلاء
الجلاء هي الكلمة التي يشار بها إلى خروج آخر جندي بريطاني من مصر في 18يونيو 1956 من القاعدة البريطانية بقناة السويس وذلك طبقاً لاتفاقية الجلاء الموقعة في 19 أكتوبر 1954. سجل خروج قوات الاحتلال البريطاني من مصر بعد استعمار استمر 73 عاما وتسعة أشهر وسبعة أيام، شهدت هذه الحقبة عدة ثورات ومقاومة من قبل الشعب المصري كثورة أحمد عرابي ضد غزو الأساطيل والجيوش البريطانية، وثورة 1919 الوطنية التي قادها سعد زغلول،    وانتفاضة الشعب بعد انتهاء الحرب العالمية الثانية، وإضراب جميع الطوائف بمن فيهم ضباط الشرطة الذين اعتصموا بنواديهم في أكتوبر 1947 وأبريل 1948، والكفاح المسلح ضد القوات البريطانية في قناة السويس فور رفع الأحكام العرفية بعد انتهاء حرب فلسطين، واستمرار هذا الكفاح بعد قيام ثورة يوليو، 1952، إلى أن تحقق الجلاء يوم 18 يونيو 1956، بعد آلاف من الشهداء في طريق طويل من النضال والتضحيات. اقترن الجلاء بال يوبيل ذهبي للإعلان جمهورية مصر العربية بعد إلغاء النظام الملكي الذي أسسه محمد علي، منشئ مصر الحديثة، والذي انطلق بها إلى عالم العصر بعد أن اختاره شعبها بإرادته الحرة والياً عام 1805، فنهض بها في مجالات الزراعة والصناعة والثقافة وبناء الجيش المصري. لأول مرة منذ زمن طويل خضعت فيه مصر مئات السنين لحكم الأجانب، أن يحكم المصريين أنفسهم بأنفسهم، وأن يتولى أمره ابن من أبناء مصر، كما كان الحال في مصر القديمة، وهو اللواء محمد نجيب أول رئيس لجمهورية مصر .

## النص الأصلي «الرسمي» لاتفاقية الجلاء
قرار
بإصدار الاتفاق وملحقيه والخطابات المتبادلة الملحقة به والمحضر المتفق عليه، العقود بين حكومة جمهورية مصر وحكومة المملكة المتحدة لبريطانيا العظمى وشمال أيرلندا والموقع علية بالقاهرة في 19 أكتوبر سنة 1954
مجلس الوزراء
بعد الإطلاع على الإعلان الدستوري الصادر في 10 فبراير سنة 1953،
وعلى القانون الرقم 637 لسنة 1954 بالموافقة على الاتفاق وملحقيه والخطابات المتبادلة الملحقة به والمحضر المتفق علية، المعقود بين حكومة جمهورية مصر وحكومة المملكة المتحدة لبريطانيا العظمى وشمال أيرلندا والموقع علية بالقاهرة في 19 أكتوبر سنة 1954.
وبناءً على ما عرضه وزير الخارجية قرر:
مادة 1- يعمل اعتبار من 19 أكتوبر سنة 1954 بالاتفاق وملحقيه والخطابات المتبادلة الملحقة به والمحضر المتفق علية، المعقود بين حكومة جمهورية مصر وحكومة المملكة المتحدة لبريطانيا العظمى وشمال أيرلندا والموقع عليه بالقاهرة في 19 أكتوبر سنة 1954 والمرفق نصه لهذا القرار.
مادة 2- على الوزراء كل فيما يخصه تنفيذ هذا القرار.
رئيس مجلس الوزراء
جمال عبد الناصر حسين
بكباشي (أ. ح)
نص اتفاق 19 أكتوبر سنة 1954
إن حكومة جمهورية مصر وحكومة المملكة المتحدة لبريطانيا العظمى وشمال أيرلندا، إذ ترغبان في إقامة العلاقات المصرية ـ الإنجليزية على أساس جديد من التفاهم المتبادل والصداقة الوطيدة، قد اتفقتا على ما يأتي:
المادة 1
تجلو قوات صاحبة الجلالة جلاء تاماً عن الأراضي المصرية وفقاً للجدول المبين في الجزء (أ) من الملحق الرقم (1) خلال فترة عشرين شهراً من تاريخ التوقيع على الاتفاق الحالي.
المادة 2
تعلن حكومة المملكة المتحدة انقضاء معاهدة التحالف الموقع عليها في لندن في السادس والعشرين من شهر أغسطس سنة 1936، وكذلك المحضر المتفق عليه، والمذكرات المتبادلة، والاتفاق الخاص بالإعفاءات والميزات التي تتمتع بها القوات البريطانية في مصر وجميع ما تفرع عنها من اتفاقات أخرى.
المادة 3
تبقى أجزاء من قاعدة قناة السويس الحالية. وهي المبينة في المرفق (أ) بالملحق الرقم (2) في حالة صالحة للاستعمال ومعدة للاستخدام فوراً وفق أحكام المادة الرابعة من الاتفاق الحالي. وتحقيقاً لهذا الغرض يتم تنظيمها وفق أحكام الملحق الرقم (2).
المادة 4
في حالة وقوع هجوم مسلح من دولة من الخارج على أي بلد يكون عند توقيع هذا الاتفاق طرفاً في معاهدة الدفاع المشترك بين دول الجامعة العربية الموقع عليها في القاهرة في الثالث عشر من شهر إبريل سنة 1950، أو على تركيا، تقدم مصر للمملكة المتحدة من التسهيلات ما قد يكون لازماً لتهيئة القاعدة للحرب وإدارتها إدارة فعالة. وتتضمن هذه التسهيلات استخدام الموانئ المصرية في حدود ما تقتضيه الضرورة القصوى للأغراض سالفة الذكر.
المادة 5
في حالة عودة القوات البريطانية إلى منطقة قاعدة قناة السويس وفقاً لأحكام المادة (4)، تجلو هذه القوات فوراً بمجرد وقف القتال المشار إليه في تلك المادة.
المادة 6
في حالة حدوث تهديد بهجوم مسلح من دولة من الخارج على أي بلد يكون عند توقيع هذا الاتفاق طرفاً في معاهدة الدفاع المشترك بين دول الجامعة العربية، أو على تركيا يجري التشاور فوراً بين مصر والمملكة المتحدة.
المادة 7
تقدم حكومة جمهورية مصر تسهيلات مرور الطائرات وكذا تسهيلات النزول وخدمات الطيران المتعلقة برحلات الطائرات التابعة لسلاح الطيران الملكي التي يتم الإخطار عنها. وتعامل حكومة جمهورية مصر هذه الطائرات فيما يتعلق بالإذن بأية رحلة لها، معاملة لا تقل عن معاملتها لطائرات أية دولة أجنبية أخرى مع استثناء الدول الأطراف في معاهدة الدفاع المشترك بين دول الجامعة العربية. ويكون منح التسهيلات الخاصة بالنزول وخدمات الطيران المشار إليها آنفاً في المطارات المصرية في قاعدة قناة السويس.
المادة
تقر الحكومتان المتعاقدتان أن قناة السويس البحرية ـ التي هي جزء لا يتجزأ من مصر ـ طريق مائي له أهميته الدولية من النواحي الاقتصادية والتجارية والاستراتيجية، وتعربان عن تصميمهما على احترام الاتفاقية التي تكفل حرية الملاحة في القناة الموقع عليها في القسطنطينية في التاسع والعشرين من شهر أكتوبر سنة 1888.
المادة 9
(أ) لحكومة المملكة المتحدة أن تنقل أية مهمات بريطانية من القاعدة أو إليها حسب تقديرها.
(ب) لا يجوز أن تتجاوز المهمات القدر المتفق عليه في الجزء.
(ج) من الملحق الرقم (2) إلا بموافقة حكومة جمهورية مصر.
المادة 10
لا يمس الاتفاق الحالي، ولا يجوز تفسيره على أنة يمس، بأية حال حقوق الطرفين والتزاماتهما بمقتضى ميثاق الأمم المتحدة.
المادة 11
تعتبر ملاحق هذا الاتفاق ومرفقاته جزءاً لا يتجزأ منه.
المادة 12
(أ) يظل هذا الاتفاق نافذاً مدة سبع سنوات من تاريخ توقيعه.
(ب) تتشاور الحكومتان خلال الإثنى عشر شهراً الأخيرة من تلك المدة. لتقرير ما قد يلزم من تدابير عند انتهاء الاتفاق.
(ج) ينتهي العمل بهذا الاتفاق بعد سبع سنوات من تاريخ التوقيع عليه، وعلى حكومة المملكة المتحدة أن تنقل، أو تتصرف، فيما قد يتبقى لها وقتئذ من ممتلكات في القاعدة ما لم تتفق الحكومتان المتعاقدتان على مد هذا الاتفاق.
المادة 13
يعمل بالاتفاق الحالي على اعتبار أنه نافذ من تاريخ توقيعه وتتبادل وثائق التصديق عليه في القاهرة في أقرب وقت ممكن.
وإقراراً بما تقدم وقع المفوضون المرخص لهم بذلك هذا الاتفاق ووضعوا أختامهم عليه.
تحرر في القاهرة في اليوم التاسع عشر من أكتوبر 1954 من صورتين باللغتين العربية والإنجليزية ويعتبر كلا النصين متساويين في الرسمية.
جمال عبد الناصر
هـ. أ. نتنج
عبد الحكيم عامر
ر. س. ستيفنسون
عبد اللطيف البغدادي
ر. بنسون
صلاح سالم
محمود فوزي

## التأثيرات الجانبية
توقيع اتفاقية الجلاء وإتمام مغادرة القوات البريطانية في منطقة القناة ومعسكراتها وقاعدتهم الحربية في بورسعيد يونيو 1956 أثر اقتصادي سلبي على الكثير من العائلات التي كانت تعيش في المدينة التي كان يعمل أفرادها طرفهم مما انعكس بالتالي على الحالة الاقتصادية الشرائية في المدينة بشكل واضح محسوس ومن العجيب أن السخط على المعاهدة كان يسود بين معظم أفراد الجاليات الأجنبية الذين كانوا يعملون في المعسكرات والقواعد الإنجليزية قبل جلاء قواتهم من مصر في يونيو 1956 وفقدوا وظائفهم وأخذوا يبحثون عن عمل للاسترزاق منه لتغطية تكاليف حياتهم، ولكن مستوى العروض المحلية لهم والمنافسة الوطنية على الوظائف الخالية في المعسكرات لم يقابل تصورهم.